# Étang Fourcat
L'étang Fourcat, parfois dénommé Grand étang Fourcat, désigne un lac glaciaire d'altitude en Ariège dans la vallée de Vicdessos, dans les Pyrénées.

## Toponymie
Fourcat signifie fourchu. En effet, il est séparé en deux parties semblables par une grande presqu'île qui s'avance vers son centre.

## Géographie
Sur la commune d'Auzat, l'étang se situe à 2412 m d'altitude dans la vallée secondaire du ruisseau de l'étang Fourcat, laquelle est typique du haut Vicdessos où à chaque étage se blottit un étang. C'est le plus grand d'un ensemble de trois étangs proches : l'étang de la Oussade en amont et le petit étang Fourcat en aval. Il est immédiatement dominé au sud par les sommets frontaliers avec l'Andorre du pic de Tristagne (2 878 m) et du pic de l'étang Fourcat (2 865 m).

### Hydrographie
Sa profondeur est de 60 mètres. Il se déverse dans le ruisseau de l'étang Fourcat, affluent du ruisseau de la Claudière, lequel alimente l'étang d'Izourt et son barrage hydroélectrique mis en service en 1940.

## Faune
Des truites fario et saumons de fontaine sont présents.

## Histoire
Sa surface est de 24 ha a été majorée par un barrage régulateur établi vers 1917 dans le cadre d'investissements de la Compagnie des Produits Chimiques d'Alais et de la Camargue propriétaire depuis 1914 de l'aluminerie d'Auzat en service depuis 1907. Aménagé en réservoir, il a permis en 1917 de doubler la conduite forcée avec des prises d'eaux sur les ruisseaux d'Artiès, du Mounicou et de l'Artigue. Les eaux du lac contribuent via l'étang d'Izourt situé en contrebas ainsi désormais à la production de la centrale hydroélectrique de Pradières.

## Voies d'accès
Depuis la centrale hydroélectrique de Pradières (1 180 m), l'étang est accessible par une variante du sentier de grande randonnée 10 (GR10A) qui dessert le refuge gardé de l'étang Fourcat situé en surplomb de l'étang à proximité du barrage. Ce refuge, situé à 2 445 m d'altitude, constitue une base pour de nombreuses randonnées vers les sommets proches, d'autres étangs et, par le port de l'Albeille (GRT 64), les étangs de Tristaina et la station d'Ordino-Arcalis dans la paroisse d'Ordino en Andorre. C'est une étape de la Haute randonnée pyrénéenne.

## Protection
L'étang Fourcat et ses abords (sur une largeur de 200 m à partir des rives) forment un site naturel inscrit depuis le 2 mai 1941 pour une surface de 83,42 hectares.